# Arundoclaytonia dissimilis
Arundoclaytonia dissimilis är en gräsart som beskrevs av Gerrit Davidse och R.P. Ellis. Arundoclaytonia dissimilis ingår i släktet Arundoclaytonia och familjen gräs. Inga underarter finns listade i Catalogue of Life.